# Back 4 Blood
Back 4 Bloodは、タートルロックスタジオによって開発され、ワーナーブラザーズインタラクティブエンターテイメントから販売されている、オンライン協力型のゾンビFPSである。日本では、2021年9月にセガとワーナー・ブラザース ホームエンターテイメントとの間で日本市場向け円盤商品に関する配給契約を締結したことに伴い、セガが販売を担当している。